# 숀 크리스천
숀 크리스천(Shawn Christian, 1965년 12월 18일 ~ )은 미국의 배우이다.

## 출연 작품
- 작전명 아이다호 (2018)
- 시크릿 오브 더 마운틴 (2010)
- 스몰 타운 새터데이 나잇 (2009)
- 메이팅 댄스 (2008)
- 미트 데이브 (2008)
- 포 유어 컨시더레이션 (2006)
- 썸머랜드 (2004)
- 커플링 (2003)
- 라스베가스 (2003)
- 미싱 (2003)
- 레드 스카이 (2002)
- 크로싱 조단 시즌1 (2001)
- 불가사리 3 (2001)
- 뷰티풀 (2000)
- 벡커 (1998)
- 프렌즈 (1994)
- 비버리힐즈의 아이들 (1990)
- 원 라이프 투 리브 (1968)
- 우리 생애 나날들 (1965)
- 애즈 더 월드 턴즈 (1956)